# Internetes kitiltás

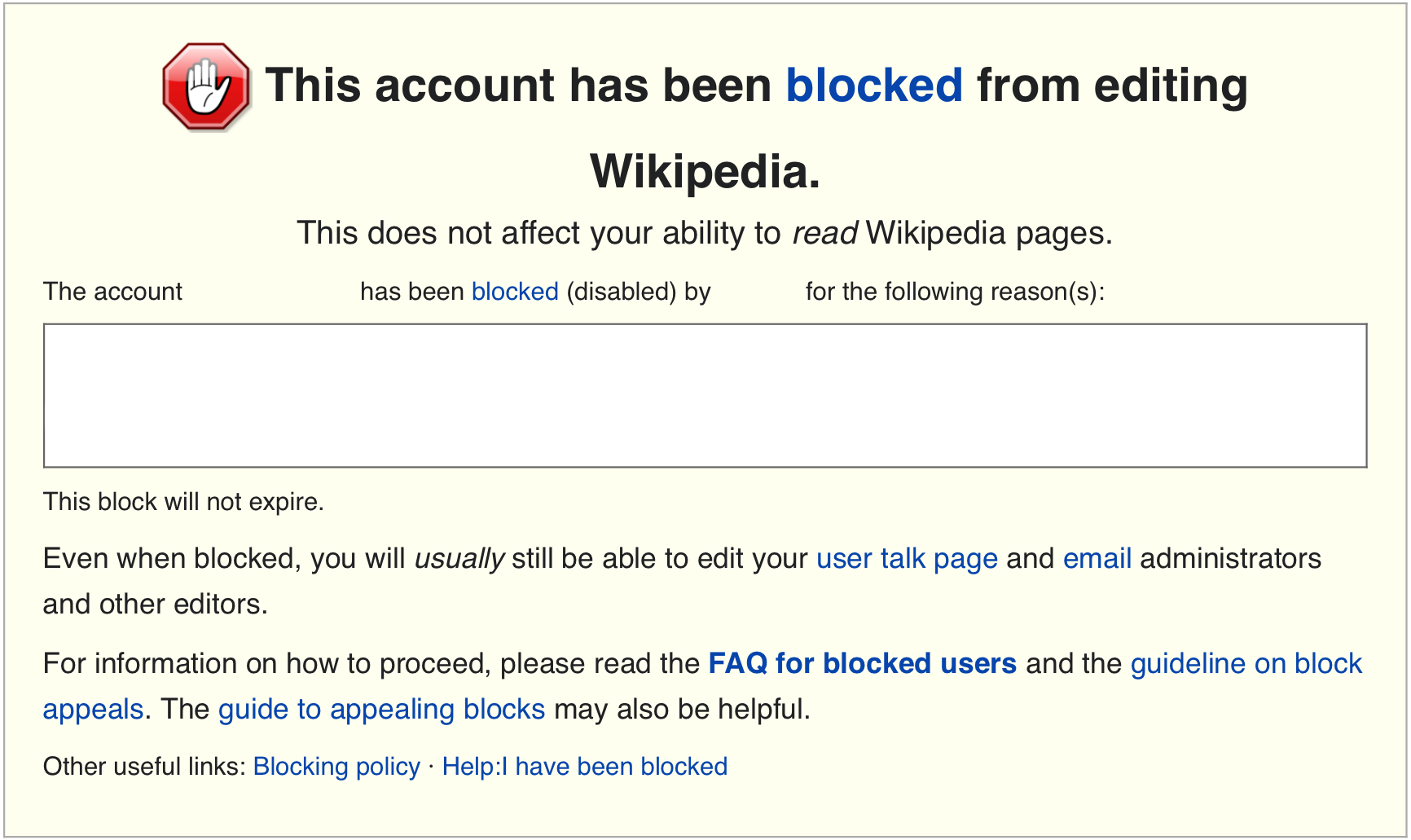
Az angol Wikipédia blokkértesítője

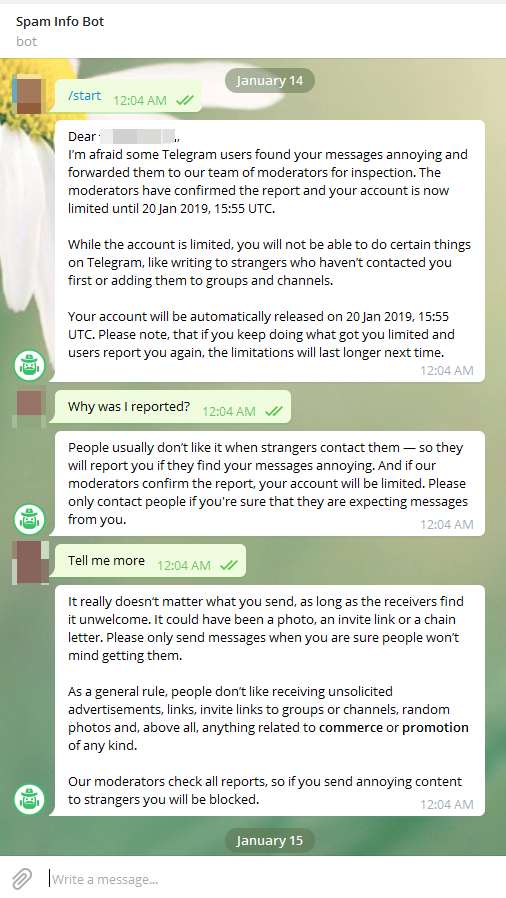
Egy blokkolt Telegram-használó

Az internetes kitiltás technikai intézkedés információ vagy erőforrások hozzáférésének korlátozására. A kitiltás és annak visszavonása szoftverrel vezethető be.
A kitiltás jelentheti egy szerver hozzáférésének kliens IP-címén alapuló tiltását. Egyes webhelyeken, például közösségi hálózatokon vagy szerkeszthető adatbázisokon, például wikiken a blokkolás IP-címen vagy fiókon alapulva történhet nem kívántnak tűnő fiókokra bizonyos műveletek megakadályozására. E blokkok több okból is történhetnek: közösségi hálózatokon a blokkolás korlát nélkül történhet, jellemzően üzenetküldéstől vagy a blokkoló információjának vagy profiljának megtekintésétől. Az adminisztrátorok, moderátorok vagy más erre jogosult felhasználók az egész weblap nem kívánt felhasználó általi megtekintését befolyásolhatják.

## Blokkolás országok szerint
Egyes országok, például Kína és Szingapúr bizonyos hírek hozzáférését akadályozzák. Az Amerikai Egyesült Államok gyermekvédelmi törvénye értelmében a kedvezményes internet-hozzáféréssel rendelkező iskoláknak az obszcén tartalom, a pornográfia és ahol lehet, a „kiskorúaknak káros” tartalmak hozzáférését akadályozó szűrőprogramot kell telepíteni.

## A blokkolás mint webhelyhozzáférés akadályozása
A blokkolt vagy kitiltott felhasználók egy webhely tartalmának egy részéhez vagy (általában a blokkért felelő cenzúrázó vagy szűrő mechanizmusok esetén) egészéhez nem férhetnek hozzá.
A blokkolást a moderátorok és az adminisztrátorok a szabályokat megszegett, valószínűleg ismét megszegni készülő felhasználók hozzáférés-megtagadására használják a békés, rendezett viták biztosításához. Gyakori okok a spam, a trollkodás, a sértő tartalom feltöltése, illetve a wikik, például a Wikipédia esetén a vandalizmus és más káros szerkesztések. Egyesek a nagy webhelyek, például a Twitter kitiltási módszereit kritizálják, mivel szerintük ezek politikailag vagy pénzügyileg motiváltak. Azonban a webhelyek eldönthetik, kinek engedik a közlést, és a felhasználók gyakran átmennek oda, ahol az adminisztrátorok a viselkedésüket elfogadhatónak tekintik.
A Facebookon a moderátorok eltilthatnak felhasználókat az üzenéstől vagy más emberekkel való érintkezéstől.
A wikiken, például a Wikipédián és a Wikimédia Commonsön az adminisztrátorok eltilthatnak felhasználókat az egész oldalon való közreműködéstől, például fájlfeltöltéstől, oldalak szerkesztésétől, létrehozásától vagy átnevezésétől, de ez általában nem befolyásolja az oldal megtekintésének lehetőségét. Ilyen blokkok általában csak alapos indokkal (például vandalizmus vagy nem szabad tartalom többszöri feltöltése) helyezhetők hatályba, ez általában akkor látható, ha megpróbálnak szerkeszteni, és általában nyilvános is. A nem megfelelően blokkoló adminisztrátorok jogosultságait visszavonhatják. Egyes wikiken lehetséges a kapcsolatba lépés, például az e-mail- vagy értesítésküldés korlátozása, ilyen blokkok esetén a felhasználók nem kapnak értesítést.
Árnyékkitiltás esetén a felhasználó számára úgy tűnhet, hogy a tartalom megjelenik a webhelyen, valójában azonban a többi felhasználó azt nem láthatja.

### Megkerülés
A kitiltásmegkerülés az eredeti fiókra érvényesített ideiglenes vagy állandó szankció megkerülése. A blokkot vagy kitiltást megkerülő személyek alternatív fiókjai a zoknibábok.

## Kitiltás a közösségi médiában
A közösségi hálózatokon, például a Facebookon a felhasználók eltilthatnak más felhasználókat, megakadályozva a blokkolt felhasználónak adott profiladatok megtekintését vagy a kapcsolatba lépést. Ez gyakran kétirányú, vagyis a blokkoló felhasználó is blokkolva van a blokkolt profiljától. A felhasználók a blokkról általában nem értesülnek, és a blokkok lehetnek privátak. A Facebookon a blokk megszűnése után 48 óráig nem blokkolhatók ismét.

## Fordítás
Ez a szócikk részben vagy egészben  a   Block (internet) című angol Wikipédia-szócikk ezen változatának fordításán alapul.  Az eredeti cikk szerkesztőit annak laptörténete sorolja fel. Ez a jelzés csupán a megfogalmazás eredetét és a szerzői jogokat jelzi, nem szolgál a cikkben szereplő információk forrásmegjelöléseként.